# Giovanni Severano
Giovanni Severano (San Severino Marche, 1562 – Roma, 26 febbraio 1640) è stato un religioso e scrittore italiano.
Dopo aver studiato retorica e logica e aver lavorato in gioventù alla segreteria dell’Uditorato della Camera apostolica, ottiene l’aggregazione all’Oratorio di San Filippo Neri nel 1587 e pronuncia i voti nel 1589. Già nel 1599 diventa rettore del convento della Madonna dei Lumi di San Severino, mentre nel 1601, quando per mancanza di sacerdoti la chiesa e monastero della Madonna dei Lumi passano ai padri Barnabiti, e si trasferisce definitivamente nell’Oratorio di Roma.
All’interno dell’Oratorio di Roma occupa ruolo di spicco al livello organizzativo e culturale. Nel 1627 pubblica l’operetta morale Pretiosae Mortes Iustorum, dedicata a padre Filippo. Nel 1630 sposta la sua attenzione su un altro tema prettamente filippino, vale a dire il pellegrinaggio delle Sette Chiese, e pubblica le Memorie Sacre delle Sette Chiese, in due volumi. Il primo è un itinerario sullo stile di una guida, che descrive tutto il percorso compiuto dal pellegrinaggio, comprendendo chiese, luoghi di culto, monumenti antichi. Il secondo volume tratta invece delle pratiche di pietà da compiere durante il percorso.
Con la pubblicazione delle Memorie Sacre, Severano si avvicina ai monumenti e alle antichità cristiane: al termine del 1630, a un anno dalla morte dell'archeologo maltese Antonio Bosio, il cardinale Francesco Barberini gli  assegna la conclusione e la pubblicazione della Roma Sotterranea del Bosio, lasciata incompiuta dall'autore alla sua morte nel 1629. L’opera vedrà la luce nel 1634 proprio grazie al lavoro di edizione e aggiornamento di Giovanni Severano.